# Municipio de Dallas (condado de Dallas)
El municipio de Dallas (en inglés: Dallas Township) es un municipio ubicado en el condado de Dallas en el estado estadounidense de Iowa. En el año 2010 tenía una población de 345 habitantes y una densidad poblacional de 3,71 personas por km².

## Geografía
El municipio de Dallas se encuentra ubicado en las coordenadas 41°48′46″N 94°13′55″O / 41.81278, -94.23194. Según la Oficina del Censo de los Estados Unidos, el municipio tiene una superficie total de 93.05 km², de la cual 92,39 km² corresponden a tierra firme y (0,71 %) 0,66 km² es agua.

## Demografía
Según el censo de 2010, había 345 personas residiendo en el municipio de Dallas. La densidad de población era de 3,71 hab./km². De los 345 habitantes, el municipio de Dallas estaba compuesto por el 97,1 % blancos, el 0,29 % eran afroamericanos, el 0,29 % eran amerindios, el 0,58 % eran de otras razas y el 1,74 % eran de una mezcla de razas. Del total de la población el 2,03 % eran hispanos o latinos de cualquier raza.